# Scoparia (crambídeos)
Scoparia (Crambidae) é um gênero de mariposa pertencente à família Crambidae.